# Colletes submarginatus
Colletes submarginatus là một loài Hymenoptera trong họ Colletidae. Loài này được Cresson mô tả khoa học năm 1865.